# Idaho Springs
Idaho Springs è un centro abitato (city) degli Stati Uniti d'America, situato nella contea di Clear Creek dello Stato del Colorado. Nel censimento del 2000 la popolazione era di 1.889 abitanti.

## Storia
Idaho springs nacque come accampamento di cercatori d'oro durante la cosiddetta corsa all'oro di Pike's Peak. In particolare il 5 gennaio 1859 tale George A. Jackson trovò nel letto di un ruscello emergente da una sorgente calda le prime pepite d'oro. Questi tenne segreta la sua scoperta per alcuni mesi ma quando dovette pagare alcune forniture essenziali, fu necessario pagarle con polvere d'oro, così la voce si diffuse e molti altri cercatori si precipitarono sul posto. Quando l'accampamento divenne un insediamento permanente, gli furono dati diversi nomi quali: "Sacramento City", "Idahoe", "Idaho City" e infine "Idaho Springs".

## Geografia fisica
Secondo i rilevamenti dell'United States Census Bureau, Idaho Springs si estende su una superficie di 2,7 km².